# Манзушир
Манзушир (монг. Манзушир дахь шашны музей) — музей истории религии в сомоне Сэргэлэн аймака Туве в Монголии. Располагается в здании, построенном на месте разрушенного в 1938 году буддийского монастыря Манзушир-хийд, который служил резиденцией хубилганов Донкор-Манджушри-хутухты.

## История монастыря
Монастырь Манзушир был основан в 1733 году в Дархан-чинванском хошуне Тушэту-ханского аймака, на южном склоне Богдо-улы недалеко от столицы Внешней Монголии Урги в качестве постоянной резиденции хубилганов Донкор-Манджушри-хутухты. В этом году первый Манджушри-хутухта Агваанлувсанжамбалданзан, учитель Дзанабадзара и первый хамбо-номун-хан Их-Хурэ, вместе с семью тангутскими ламами объезжая окрестности Богдо-улы в поисках места для своей резиденции, нашёл на месте будущего монастыря два менгира, внешне напоминающие Белого Старца и архата, что было сочтено благоприятным знаком. В этом же году, благодаря пожертвованиям верующих в 800 лан серебра, было начато строительство первой очереди резиденции, законченное в 1747 году. Официальным названием монастыря было Дашчойнхорлин (тиб. བཀྲ་ཤིས་ཆོས་འཁོར་གླིང, Вайли bkra shis chos 'khor gling) — «Место счастливого [поворота] Колеса Учения», а «монастырь Манджушри» (монг. Манзушир хийд) было его обиходным названием.
В 1748 году был построен первый храм, носящий то же название, что и монастырь в целом — Дашчойнхорлин, или Увгэн-Лаврин. В 1756 году было возведено здание цанид-дугана; в 1760 году дацан Бадам-Ёгын; в 1770 году Шар-хурэ — дом для приглашения Богдо-гэгэна; в 1780 году летний дом хутухты Сэрун-Лаврин; в 1866 году дуган Машбат для врачей тибетской медицины; в 1892 году дацаны Будды Медицины и Тантрический, дацаны Майдар и Сэрсэм. Монастырь подразделялся на два хурэ — Северо-восточное и юго-западное; общая планировка напоминала Гаруду, головой которой служил соборный храм На начало XX века монастырь представлял собой комплекс из 17-21 различных зданий, при которых проживало более 300 монахов.
3 февраля 1921 года Манджушри-хийд послужил убежищем для Богдо-гэгэна VIII после освобождения его из-под китайского ареста специальным отрядом ген. Р. Ф. Унгерн-Штернберга. Последним настоятелем монастыря был видный религиозный философ Манджушри-хутухта VI Самбадондогийн Цэрэндорж.
В 1937 году, в разгар чойбалсановских репрессий, Манджушри-хутухта оказался одним из главных обвиняемых на процессе «Центральной контрреволюционной группы» в составе ещё 23 лам. 19 из них, в том числе Манджушри-хутухту, расстреляли. В феврале 1937 года в монастырь приехали Лувсанжамьян из МВД и бывший красный партизан Норов. Они забрали последних остававшихся 53 лам, в основном старше 50-60 лет, большая часть из которых была расстреляна (в 1992 году реабилитированы). В 1938 году были разрушены все 20 храмов монастыря.

## Образование музея
В 1971 году изображения будд, вырезанные на скале к северу от монастыря, были взяты под охрану местной администрации; в 1994 году руины храма были взяты под госохрану. В 1989—1991 годах одно из зданий, Сэруун-Лаврин, бывшее летним домом Манджушри-хутухт, было восстановлено администрацией города Зуунмод согласно сохранившимся фотоматериалам. Начиная с 1992 года в этом здании разместился музей истории религии, филиал Музея аймака Туве в соседнем городе Зуунмод. Уцелевшие на территории музея объекты — остатки стен и зданий, изображения буддийских божеств и священные надписи на скалах — используются верующими как объекты поклонения. Вместо того, чтобы восстанавливать Манзушир в качестве действующего монастыря, в Зуунмоде был создан маленький буддийский монастырь с единственным маленьким храмом, носящий старое название Дашчойнхорлин. В летний период музей посещает много туристов; рядом действует турбаза.

## Экспозиция
В музее представлена коллекция масок для цама, старые фотографии монастыря, сделанные в 1920-х годах, макет Манзушир-хийда в период его расцвета, статуя Будды, портрет Богдо-гэгэна VIII и уцелевшая мебель из его личных покоев. Во дворе музея установлен огромный бронзовый котёл, изготовленный в 1726 году братьями-кузнецами Жалбуу. На скале над монастырём сохранилось несколько наскальных рисунков с изображением Будды и надписей на тибетском языке. Недалеко от музея религии действует также одноимённый музей природы.
Музей работает с мая по октябрь с 9:00 до 18:00.

## Галерея

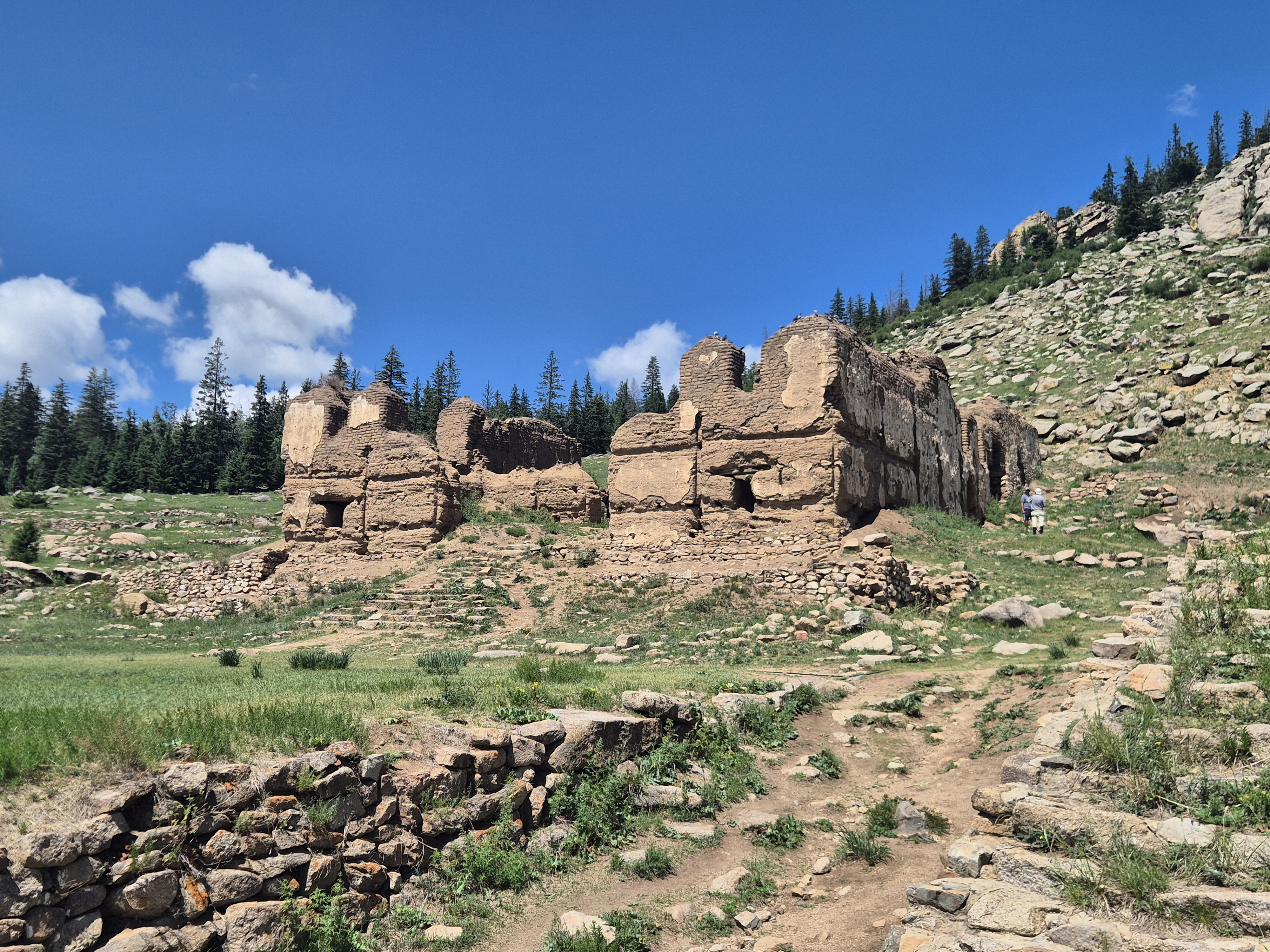
Руины Цогчен-дугана
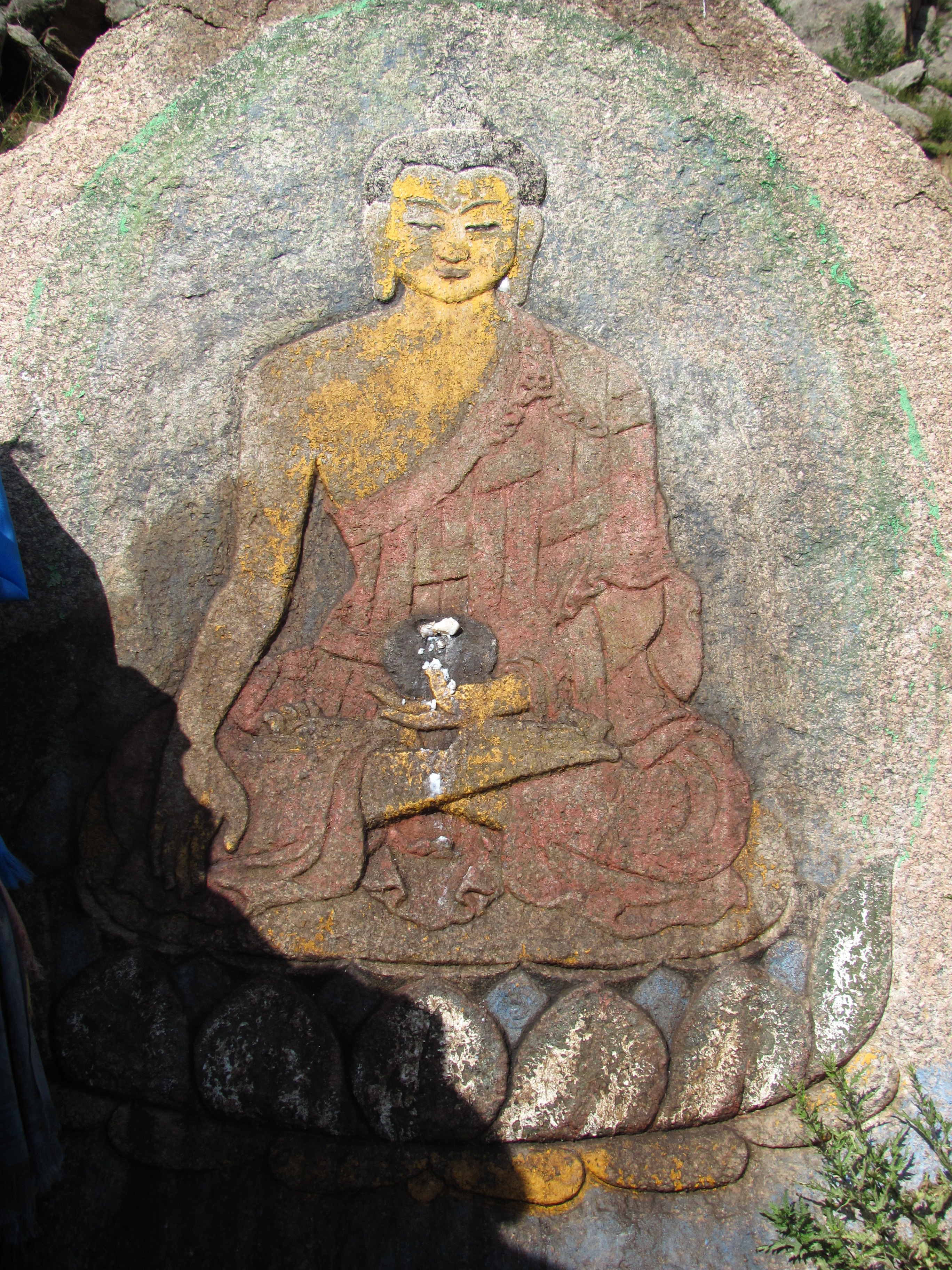
Барельеф с Буддой Шакьямуни
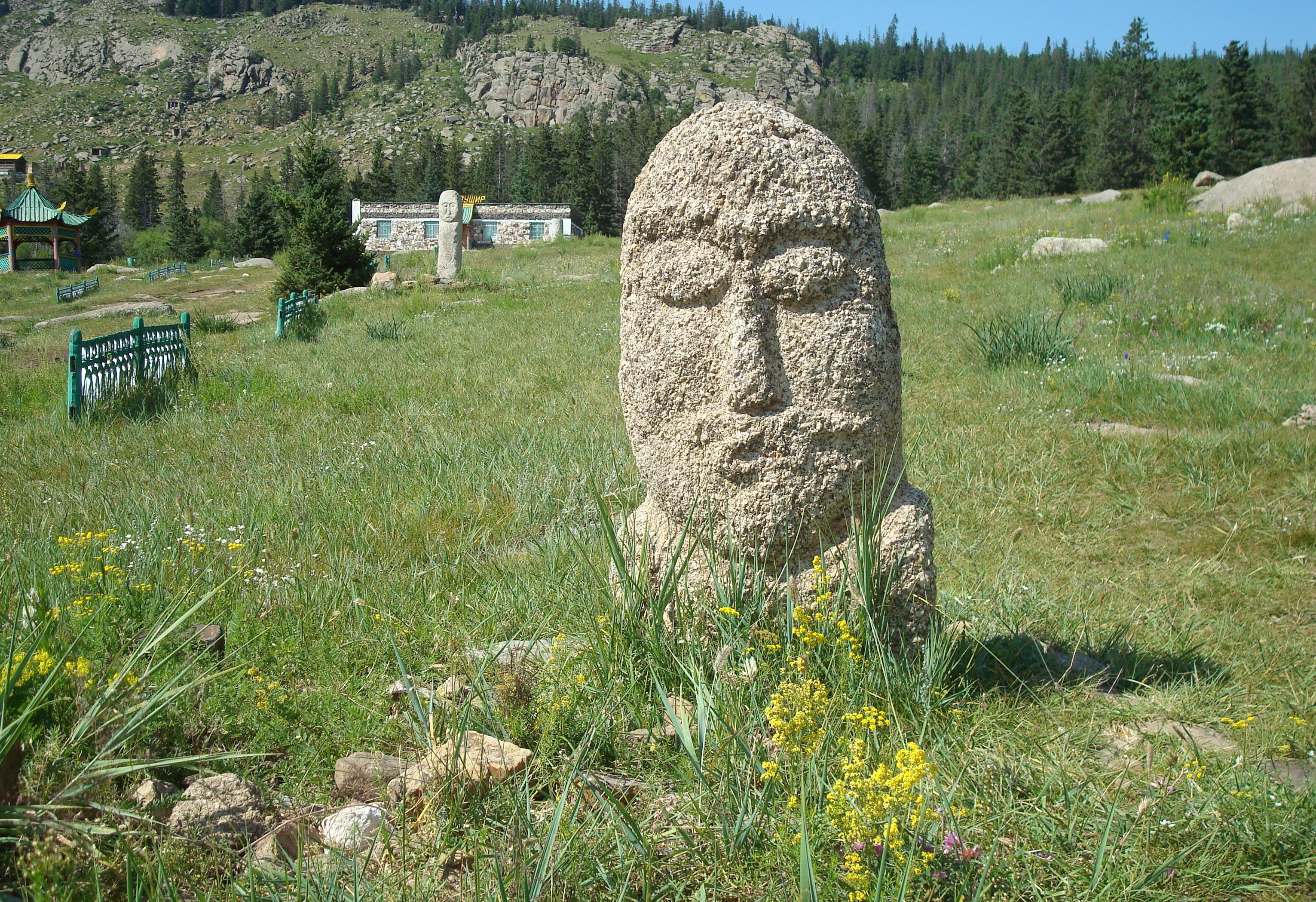
Один из менгиров на территории монастыря
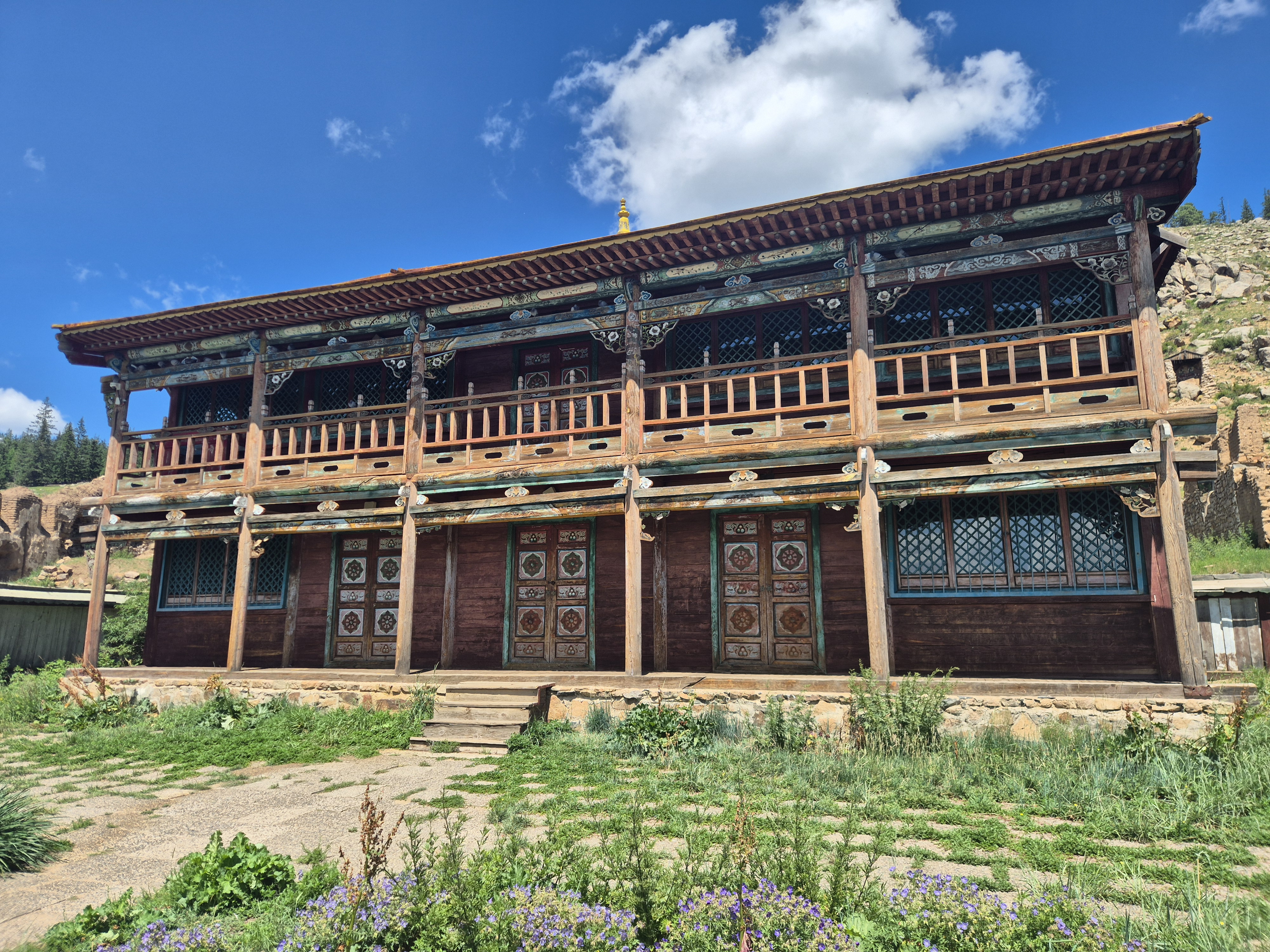
Здание музея — бывший дом Сэруун-Лаврин
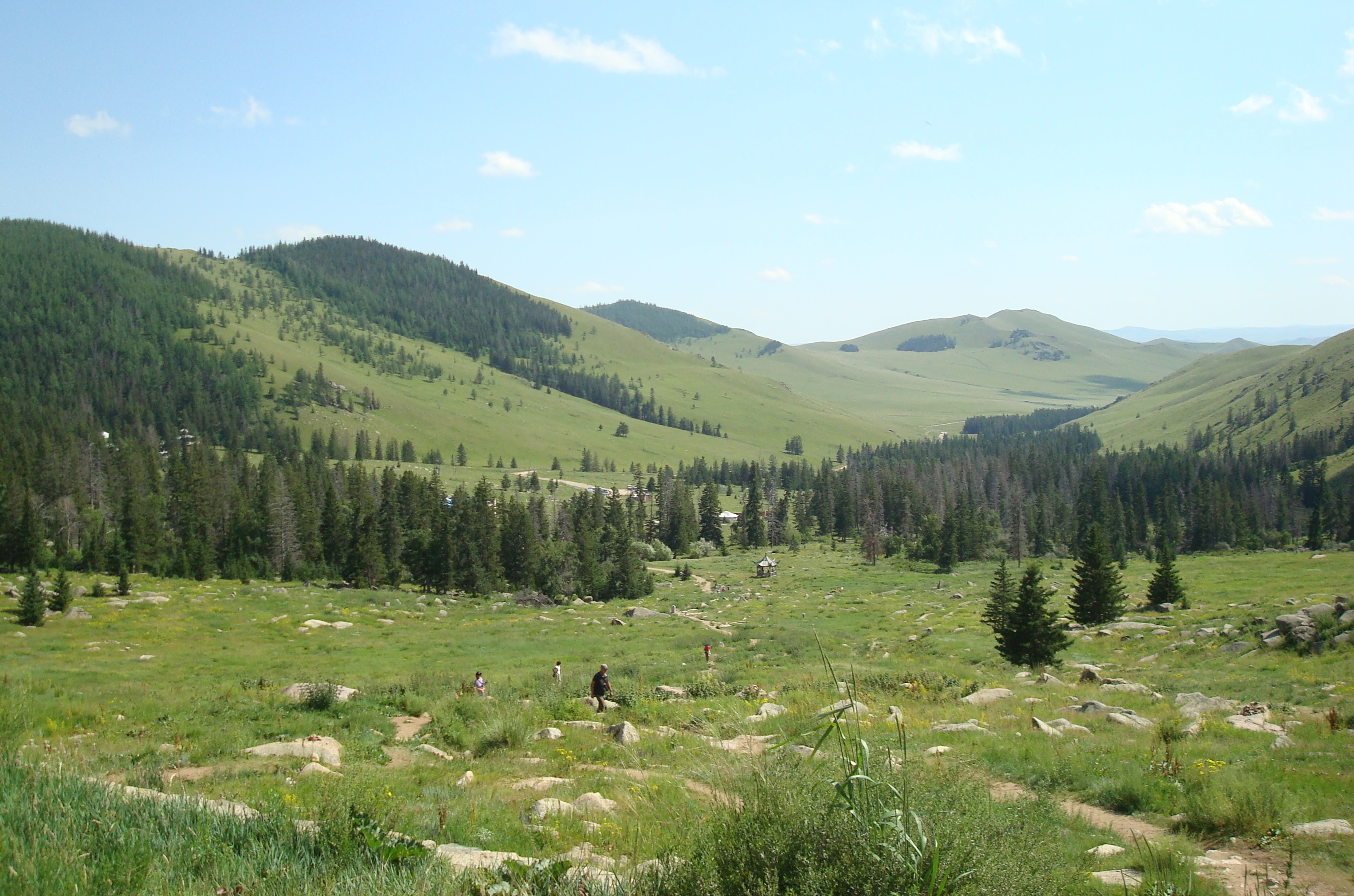
Вид с территории музея